# Гайове (Жмеринський район)
Гайове́ (раніше — хутір Комаровецький) — село в Україні, у Барській міській громаді Жмеринського району Вінницької області.
Село Гайове розташоване за 5.5 км від м. Бар, межує із селами Шпирки (4.5 км), Колосівка (5.5 км), Комарівці (9 км). Знаходиться за 12 км від залізничної станції Бар.

## Історія
Протягом 1931—1934 років на території Барського району було зведено 54 ДОТи, три з них біля Гайового.
В середині липня 1941 року радянські війська відійшли з боями з території Барського району.
Згідно з переписом населення УРСР, станом на початок 1970-х років в селі проживало 477 людей.
В Гайовому розміщувалася центральна садиба колгоспу, господарство займалося розведенням молодняка великої рогатої худоби та вирощуванням птиці. У користуванні колгоспу було 2779 гектарів землі, з них 2120 орної.
В селі у 1970-х роках працювали бібліотека, будинок культури, початкова школа.
Проектування загальноосвітньої школи в Гайовому почалося 1970 року, але саме будівництво переросло в довгобуд.
З 1992 року в Гайовому працює приватна компанія «Колективне сільськогосподарське підприємство ім. Щорса» (ТОВ «Лан»).
1994 року з ініціативи голови товариства ім. Щорса Криштофора Антона Марковича будівництво школи було відновлено. 1 вересня 1995 року загальноосвітня школа  І-ІІ ступенів  розпочала перший навчальний рік. До школи ходять діти крім Гайового, з Колосівки та Шпирок.
У квітні 2001 року школу реорганізовано в навчально-виховний комплекс «Школа-дитячий садок І-ІІ ступенів».
В 2013 році у школі навчалося 69 учнів та 24 дошкільнят; в колективі 19 педагогів, директор школи — Томенко Сергій Миколайович.
В ТОВ «Лан» проходять практичні навчання учні Чернятинського коледжу Вінницького державного аграрного університету. Станом на 2012 рік в ТОВ «Лан» було на відгодівлі 170 голів ВРХ, 70 свиней та 55 корів.
12 червня 2020 року, відповідно до Розпорядження Кабінету Міністрів України № 707-р «Про визначення адміністративних центрів та затвердження територій територіальних громад Вінницької області», увійшло до складу Барської міської громади.
19 липня 2020 року, в результаті адміністративно-територіальної реформи та ліквідації Барського району, село увійшло до складу Жмеринського району.

## Уродженці села
Гуршал Петро Миколайович (1960—1981) — воїн-афганець, який героїчно загинув 9 січня 1981 року. За мужність і відвагу його посмертно нагороджено орденом Червоної Зірки.
Драб Вадим Васильович (2 січня 1994  — 26 червня 2023) — учасник російсько-української війни.

## Пам'ятки

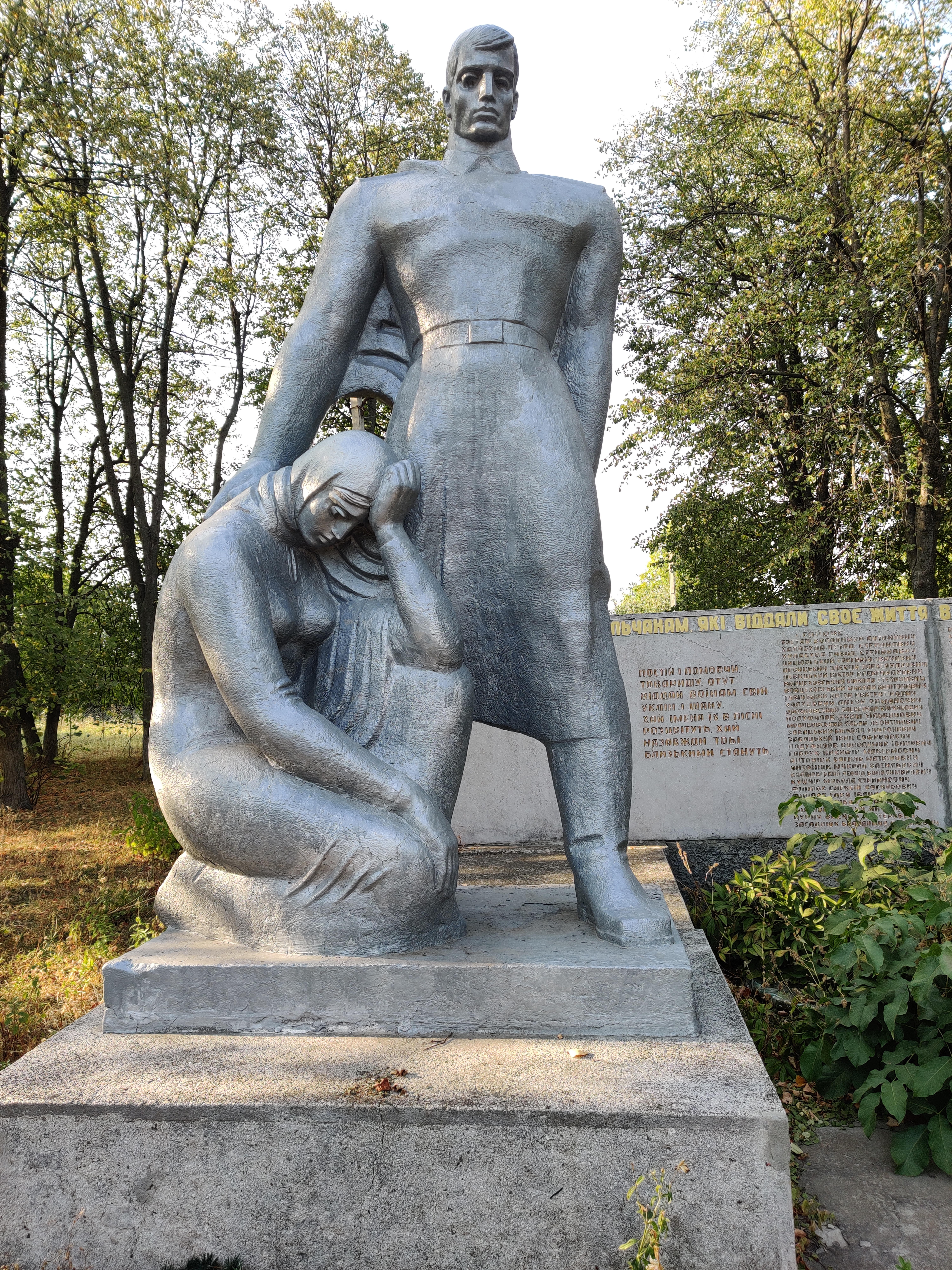
Пам'ятник 103 воїнам-односельчанам

### Археологічні пам'ятки
У селі виявлено 2 поселення трипільської культури. Поселення розташовані поблизу села на мисі лівого берега річки Рівець (ліва притока Рову) в урочищі Барське. Відкрито і досліджено П. І. Хавлюком у 1997–1998 рр.

### Природно-заповідний фонд

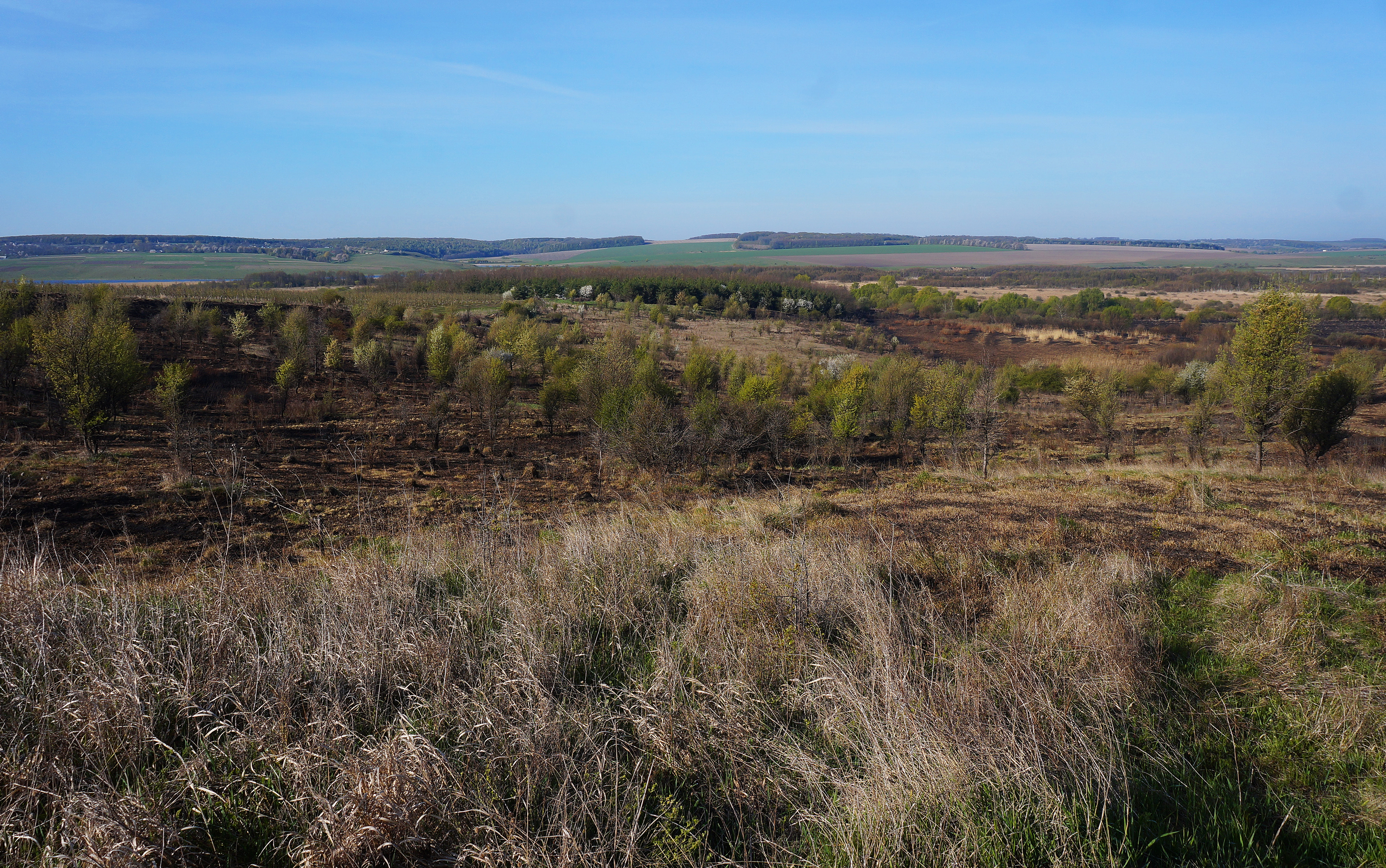
Урочище Шиянецьке

17 грудня 1999 року рішенням сесії Вінницької ради утворено заказник місцевого значення — урочище «Шиянецьке» площею 11 гектарів — для збереження балки з різноманітними степовими та лучно-степовими рослинними угрупованнями.
- Урочище Шиянецьке — ботанічний заказник місцевого значення.